# Cafe Gallery Zakopianka
Cafe Gallery Zakopianka – kawiarnia znajdująca się w Krakowie przy ulicy św. Marka 34a, od strony Plant, w klasycystycznym budynku z lat 20. lub 30. XIX wieku, wzniesionym niedługo po założeniu Plant.
Uznawana jest za najstarszą kawiarnię plantacyjną, działającą z przerwami od drugiej połowy lat 20. lub 30. XIX wieku. Sam budynek zalicza się do najbardziej udanych obiektów stylu neoklasycystycznego, jakie powstały w Krakowie w I połowie XIX stulecia. W jego pobliżu znajduje się także altana koncertowa, przeznaczona pierwotnie dla występów orkiestr.

## Historia budynku
Geneza budynku, który jest siedzibą kawiarni, związana była z pomysłami zapewnienia wygody krakowianom na wytyczanych Plantach. Początkowo miała to być altana, służąca spacerowiczom jako miejsce schronienia przed deszczem, z czasem zaplanowano, że będzie częścią zespołu przechadzkowego, na wzór foksalu, czyli ogródka rozrywkowego. Miano serwować w niej kawę, orszady i napoje chłodzące, pojawiały się także pomysły organizowania tam koncertów. Z inicjatywą jej budowy wystąpił Komitet Ekonomiczny, organ zajmujący się finansowanie prac nad wytyczaniem i utrzymaniem Plant, kierując się chęcią uatrakcyjnienia spacerów po parku. Planowano umieszczenie jej za kościołem Świętego Ducha, a następnie w pobliżu wylotu ulicy św. Marka.
Dla realizacji tej koncepcji kanonik Sebastian Alojzy Sierakowski przygotował liczne projekty, między innymi w 1820 roku oraz na krótko przed swoją śmiercią (1824), w których altana przybrała formę murowanego pawilonu o klasycystycznej architekturze. Choć finalnie budynek powstał w oparciu o plany innego architekta, to jego zaprojektowanie przypisywano często właśnie Sierakowskiemu.
Ostateczny projekt wykonał w 1826 roku Feliks Radwański młodszy, a nowy obiekt postawiono w planowanym miejscu dziesięć lat później, choć jego plan zatwierdzono w krakowskim Urzędzie Budownictwa jeszcze w 1834 roku. Pawilon ten został wybudowany ze środków finansowych Wolnego Miasta i dlatego nazywano go altaną rządową. Umieszczono w niej cukiernię, która funkcjonowała, oddawana w dzierżawę, do 1842 roku. Następnie, z powodu braku dzierżawcy, budynek, po dokonaniu adaptacji z istotnymi zmianami we wnętrzach, pełnił funkcję domu mieszkalnego (przeznaczonego dla „pisarza materyałów skarbowych przy św. Scholastyce” lub „dozorcy Składu materyałów drewnianych”), z czasem częściowo opustoszał. Około 1861 roku przebudowano go, ale tylko w części, pod kierunkiem Antoniego Stacherskiego.
W 1879 roku ponownie przeznaczono go pod działalność gastronomiczną. Po adaptacji (w trakcie której rozebrano dodatkowe piętro, wzniesione, gdy obiekt pełnił funkcję mieszkalną) otwarto tam kawiarnię Stefana Rehmana i Edwarda Hendricha – filię sezonową ich firmy, działającej już w Sukiennicach (Kawiarnia Noworolski). Funkcjonowała do około 1885 roku, gdy w związku z problemami spółki, obiekt przy Plantach uległ zaniedbaniu i czasowo opustoszał. Nowe życie w to miejsce tchnął Wojciech Janikowski, który po 1890 roku, otworzył tam filię letnią swojej firmy z Krzysztoforów. Nowa kawiarnia – nazywana po prostu „kawiarnią Janikowskiego” – stała się wówczas znanym lokalem, będąc popularnym miejscem spotkań aktorów z Teatru Miejskiego (najczęściej po spektaklach), jak również dziennikarzy z pobliskich redakcji Czasu, Głosu Narodu oraz Nowej Reformy. Słynęła też z serwowanych tam lodów oraz kawy mrożonej. Wśród odwiedzających ją znanych osób wymienia się Stanisława Wyspiańskiego, Włodzimierza Tetmajera, Lucjana Rydla i Adama Chmielowskiego.
W 1913 lub 1914 roku kawiarnię przejął Franciszek Sauer, właściciel podobnego interesu w Domu Pod Gruszką, na rogu Sławkowskiej i Szczepańskiej. Obiekt przy Plantach doinwestował, starając się go uatrakcyjnić. Prowadził tam kawiarnię do lat 1922–1923 i czasów wielkiej inflacji, kiedy to z racji problemów finansowych, musiał ją sprzedać bliżej nieokreślonej spółce, która w budynku urządziła tanią jadłodajnię pod nazwą Kawiarnia i Restauracja „Zakopane”. Utracono dawną klientelę, przestali tam bywać dziennikarze i aktorzy. W 1935 roku podupadłą kawiarnię przejęła od Henryka Kwalika Stefania Maturowa, której udało się podnieść jej poziom, wprowadziła również nazwę „Zakopianka”.
Podczas okupacji niemieckiej lokal mieścił kuchnię Rady Głównej Opiekuńczej. Wśród osób tam zatrudnionych znalazła się Krystyna Zbijewska, pracująca jako kelnerka. Po 1945 roku obiekt odebrano właścicielce, przez kilka lat mieściła się w nim świetlica Zarządu Zieleni Miejskiej, stopniowo ulegał dewastacji. Bezskuteczne starania o jego przejęcie podejmowało Zrzeszenie Studentów Polskich, ostatecznie zaś po remoncie budynku (1959) kawiarnia ponownie zaczęła tam działać, pod swoją starą nazwą. W latach 60. notowano, że występowały w niej problemy z trudną klientelą, zarazem w tej dekadzie zaczęto prowadzić przy niej letni ogródek. W 1975 roku została zlikwidowana. Następnie w lokalu funkcjonował przez pewien czas salon gier zręcznościowych, a na przełomie lat 80. i 90. pizzeria włoska „Margarita”.

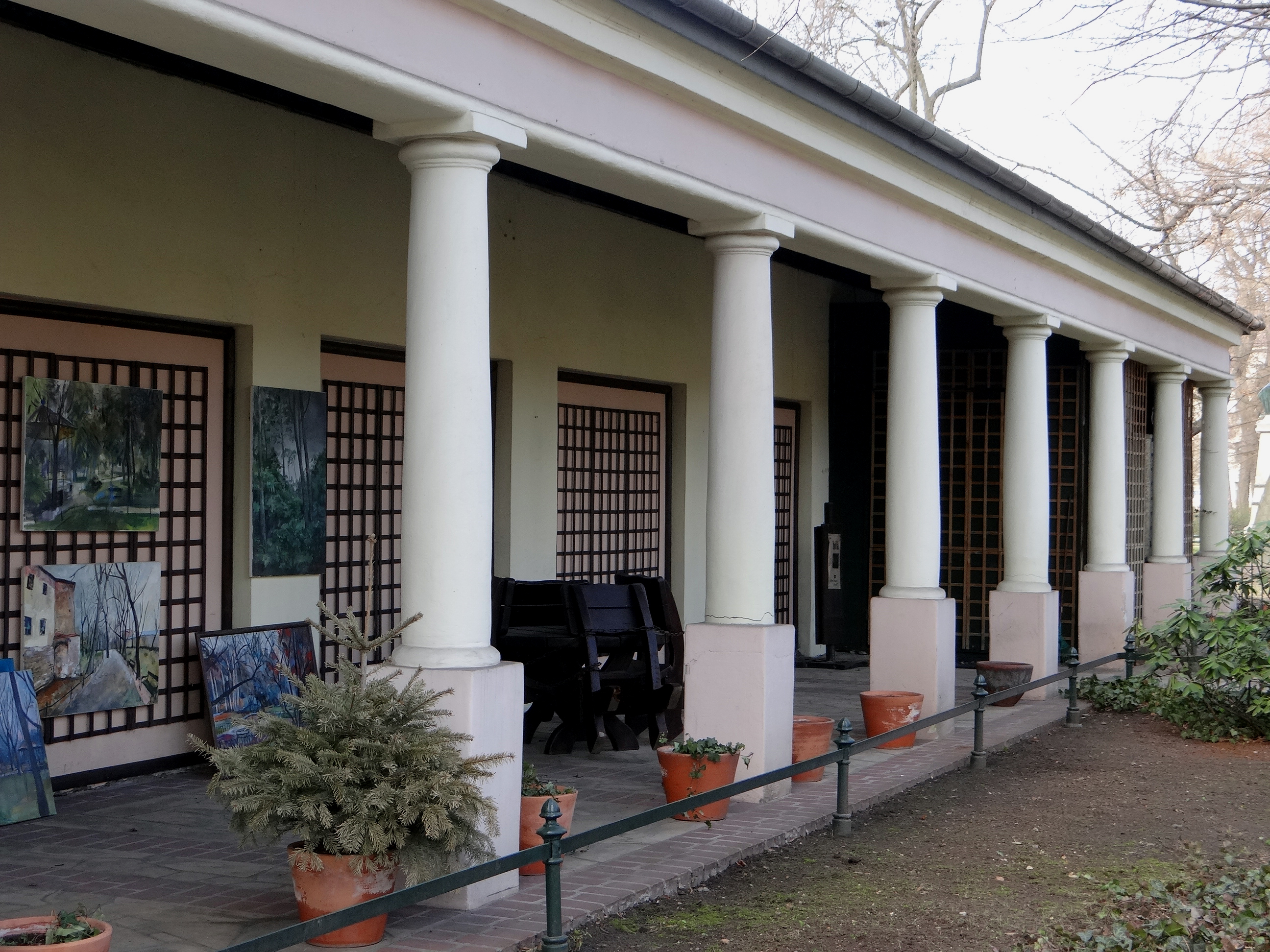
Portyk przy kawiarni

Budynek, pozostając własnością gminy, stopniowo niszczał, lecz w 1996 roku został wydzierżawiony przez aktora Marka Jasickiego i  starannie odnowiony (1996–1997). W 1998 roku w zabytkowym obiekcie rozpoczęła działalności „Cafe Zakopianka” oraz Zakład Widowisk Estradowych i Rozrywkowych IMPRES. W pierwszych latach XXI wieku wprowadzono pewne zmiany wystroju na terenie posesji, jak i we wnętrzu kawiarni, a w roku 2013 utworzono również w niej galerię sztuki ze stałymi witrynami twórców: Zbigniewa Czopa (miedzioryt), Czesława Dźwigaja (rzeźba, medalierstwo, rysunek), Stanisława Mazusia (malarstwo), Allana Rzepki (malarstwo) i Martyny Hołdy (malarstwo, litografia). Lokal cieszył się popularnością wśród artystów i naukowców, odbywały się w nim także koncerty.
W 2015 roku nastąpiła zmiana administracji obiektu: Zarząd Budynków Komunalnych zastąpił Zarząd Infrastruktury Komunalnej i Transportu. Już w następnym roku rolę tę przejął Zarząd Zieleni Miejskiej, który wówczas wypowiedział umowę dzierżawy M. Jasickiemu. Przeciw temu zaprotestowało Małopolskie Stowarzyszenie Twórców Kultury oraz szereg artystów, między innymi wystawiający tam Cz. Dźwigaj, A. Rzepka, S. Mazuś. Wtedy to wiceprezydent Andrzej Kulig zatrzymał wymówienie umowy. Jednak ZZM ponowiło kroki w celu zakończenie współpracy z dzierżawcą. Pod koniec grudnia 2019 roku umowa została wymówiona. Rozpoczęły się negocjacje dotyczące między innymi zwrotu poniesionych przez najemcę kosztów modernizacji części wyposażenia i otoczenia obiektu. 16 marca 2020 roku kawiarnia zawiesiła działalność z powodu pandemii COVID-19. Prezydent miasta, Jacek Majchrowski, wyznaczył 1 października 2020 roku jako termin opuszczenia obiektu przez dzierżawcę. Według zapowiedzi ZZM budynek zostanie poddany pracom modernizacyjnym, dostosowującym go do odpowiednich standardów oraz zapewniającym zwiększenie powierzchni użytkowej.
Ostatecznie miasto przejęło nieruchomość od M. Jasickiego 15 października 2020 roku. Jednak przez następne trzy lata nie rozpoczął się remont. Pojawiły się głosy wskazujące na to, że opuszczony obiekt niszczeje. Wedle informacji udzielonych przez ZZM przez cały ten czas wybrano na drodze przetargu wykonawcę prac i uzyskano wymagane ekspertyzy (konstrukcyjno-budowlaną, konserwatorską i mykologiczną), pozostaje jedynie otrzymanie pozwolenia na budowę, a postępowania w sprawie jego wydania trwa. Przewidywany koszt remontu wynosi 1,4 miliona złotych. Odnowiony i zmodernizowany budynek ma zostać powierzony Fundacji im. Zbigniewa Wodeckiego.
Miejsce to uznaje się za najstarszą kawiarnię plantacyjną lub też pierwszą letnią kawiarnię na Plantach – część autorów podaje, że funkcjonowała od 1826 roku.

## Architektura i otoczenie

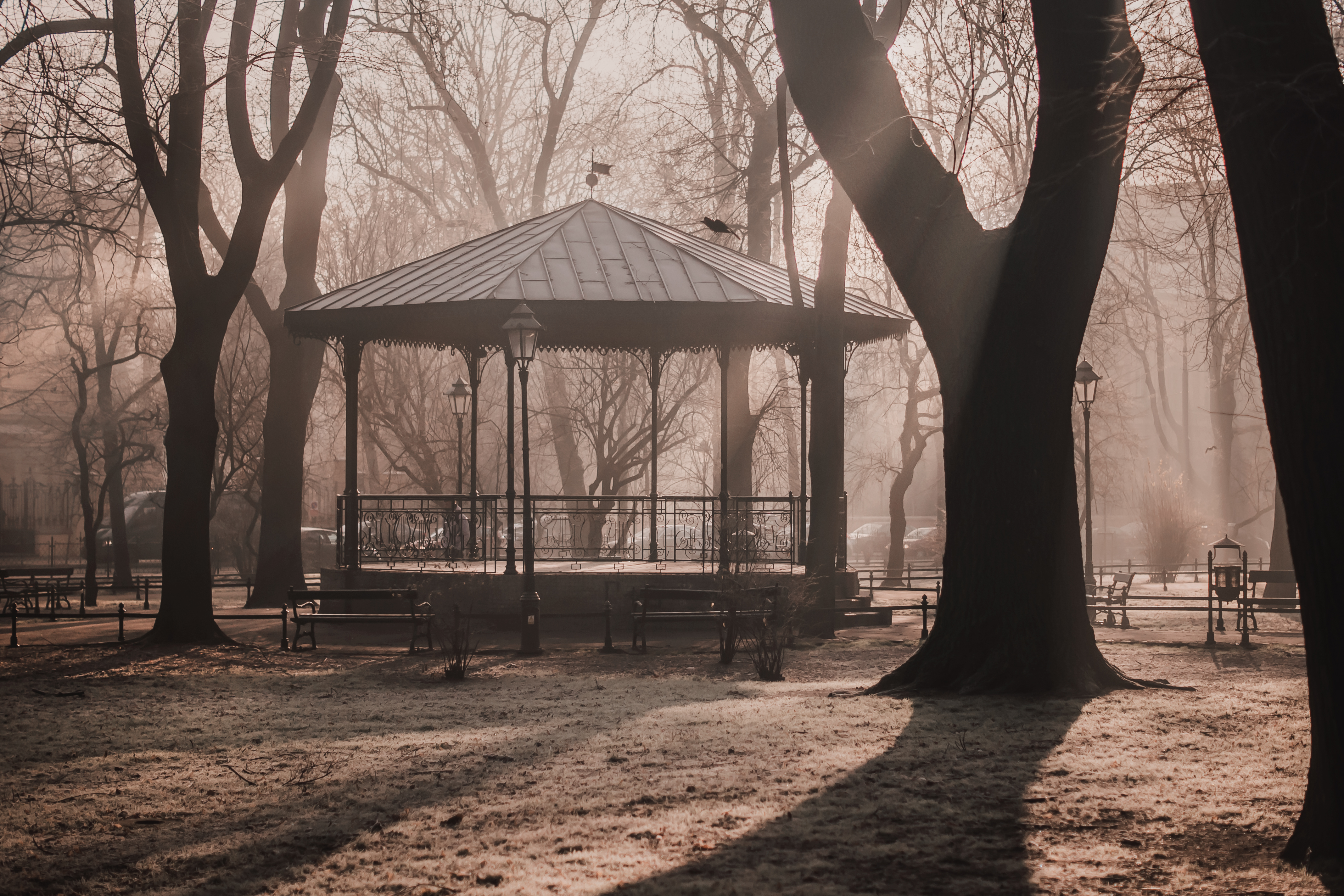
Altana muzyczna na Plantach, obok kawiarni

Budynek usytuowany jest przy Plantach, blisko wylotu ulicy św. Marka (pod adresem św. Marka 34). Od południa styka się z gmachem Szkoły Podstawowej nr 1, drugim bokiem przylega do muru ogrodu parafii Świętego Krzyża. Ma formę murowanego pawilonu, wzniesionego w stylu neoklasycystycznym. Uznawany jest za jeden z lepszych przykładów tego stylu w Krakowie. Jego fasada zachowała się bez zmian, z trzema arkadami, oddzielonymi podwójnymi pilastrami, zwieńczona attyką. Obiekt wyraźnie powiązano z kompozycją Plant w 1842 roku, kiedy to wytyczono alejkę na jego osi.
Od strony północnej do budynku przylega kolumnowy, kamienny portyk, określany też jako parterowa loggia, dobrze współgrający z architekturą właściwego pawilonu kawiarni. Został wzniesiony jeszcze w 1825 lub 1826 roku, możliwe też, że dobudowano go w późniejszym czasie, datowanym rozmaicie – na rok 1875, II połowę XIX wieku, okres po 1878 roku albo rok 1903 lub 1913.
Przez dłuższy czas fasadę budynku zasłaniała drewniana weranda, dostawiona przed samym wejściem, jako datę jej wzniesienia podaje się rok 1875 lub dopiero 1913. Została usunięta już po II wojnie światowej.
W sąsiedztwie budynku kawiarni, na osi wejścia do niej, usytuowana została w końcu XIX wieku (na owalnym placyku w ciągu alejek Plant) altana – rotunda orkiestrowa, w formie zadaszonego podwyższenia. Pierwotnie przeznaczona była dla koncertów orkiestr wojskowych, z których szczególną popularnością cieszyła się orkiestra 13. pułku piechoty, oraz występów chórów. Obiekt mocno krytykował Franciszek Klein ze względów estetycznych i konstrukcyjnych, twierdząc, że nie pasuje do Plant. W późniejszych latach został rozebrany, a zrekonstruowano go w ramach renowacji Plant, prowadzonych od końca lat 80. XX wieku.